# Just a Poke
| Оценки критиков | Оценки критиков |
| Источник        | Оценка          |
| --------------- | --------------- |
| Sputnikmusic    | [ 2 ]           |

Just a Poke (с нем. — «Просто Толчок») — дебютный студийный альбом американской группы Sweet Smoke, выпущенный в декабре 1970 года на лейбле EMI Columbia. Конни Планк выступил в качестве звукорежиссёра. Песня «Baby Night» отражает прогрессивный стиль группы в стиле джаз-фьюжн того времени. Песню можно разделить на три основные части, основными из которых являются инструментальные разделы. Альбом иногда считают предшественником Стоунер-рока.

## Предыстория и выпуск
Альбом «Just a Poke» был записан в августе 1970 года в Кёльне, в районе Годорф. Альбом впервые появился в Германии в декабре 1970 года на лейбле Catfish. Just A Poke добился успеха в Монреале в 1974 году.

## Список композиций
Слова и музыка всех песен — Майкл Пэрис, Марвин Каминовиц, Стив Розенштейн, Эндрю Дершин, Джей Дорфман, кроме указанных иначе.
| №  | Название      | Перевод      | Длительность |
| -- | ------------- | ------------ | ------------ |
| 1. | «Silly Sally» | Глупая Салли | 16:22        |

| №                   | Название                                                                                                | Перевод             | Длительность |
| ------------------- | --- | ------------------- | ------------ |
| 2.                  | «Baby Night» (включая "In The World Of Glass Teardrops" (А.Гиллери), "The Soft Parade" (Джим Моррисон)) | Детка Ночь          | 16:24        |
| Общая длительность: | Общая длительность:                                                                                     | Общая длительность: | 32:46        |

## Участники записи

### Sweet Smoke
- Майкл Пэрис — вокал, тенор-саксофон, альто рекордер, перкуссия
- Марвин Каминовиц — вокал, соло-гитара
- Стив Розенштейн — вокал, ритм-гитара
- Эндрю Дершин — бас-гитара
- Джей Дорфман — ударные, перкуссия

### Продюсирование
- Рози Шмитц — продюсер
- Винфрид Эберт — продюсер
- Конни Планк — звукорежиссёр
- Клаус Лёхмер — ассистент звукорежиссёра

### Оформление
- Ян Файнхеер — обложка
- Йоахим Хассенбурс — фотография (Linerphoto)
- Ом Шанти — примечания